# Novo Horizonte do Norte
Novo Horizonte do Norte is een gemeente in de Braziliaanse deelstaat Mato Grosso. De gemeente telt 5.970 inwoners (schatting 2009).